# 예천 한천사 삼층석탑
예천 한천사 삼층석탑(醴泉 寒天寺 三層石塔)은 대한민국 경상북도 예천군 감천면 한천리, 한천사에 있는 남북국 시대 신라의 삼층석탑이다. 1972년 12월 29일 경상북도의 유형문화재 제5호로 지정되었다.

## 개요
한천사의 대적광전 앞뜰에 서 있는 탑으로, 2층 기단(基壇)에 3층의 탑신(塔身)을 올린 모습이다.
기단과 탑신부 몸돌의 네 모서리에는 기둥모양을 새겼다. 지붕돌은 밑면의 받침이 4단씩으로, 처마의 네 귀퉁이가 날카롭게 하늘로 들려있어 경쾌한 멋을 풍긴다. 꼭대기에는 노반(露盤:머리장식받침)과 복발(覆鉢:엎어놓은 그릇모양의 장식)이 남아 머리장식을 하고 있다.
탑이 조성된 시기는 대적광전 안에 모셔진 예천 한천사 철조비로자나불좌상(보물 제667호)과 같은 시대인 통일신라 후기로 추정된다. 1탑식 가람의 전형적인 예로서 시대 양식의 비교연구에 중요한 자료가 되고 있다.

## 현지 안내문
이 탑은 통일신라시대 후기에 건립된 전형적인 3층 석탑이다. 서남향으로 세워진 한천사 대적광전(大寂光殿) 정면에 위치하며, 상륜부(相輪部)에는 노반(露盤)과 복발(覆鉢)이 남아 있다. 몸돌부는 몸돌과 지붕돌이 각각 한돌로 되어 있으며 몸돌 받침은 4단씩이고, 3층 지붕돌 정상부에 찰주공이 파져 있다. 
경내에 있는 철불 좌상과 제작연대가 같은 것으로 추정되며, 통일신라시대 후기의 일탑식 가람의 일례로서 시대 양식의 비교연구에 좋은 자료가 된다. 높이는 3.6m로 소형의 우아한 석탑이다.

## 갤러리

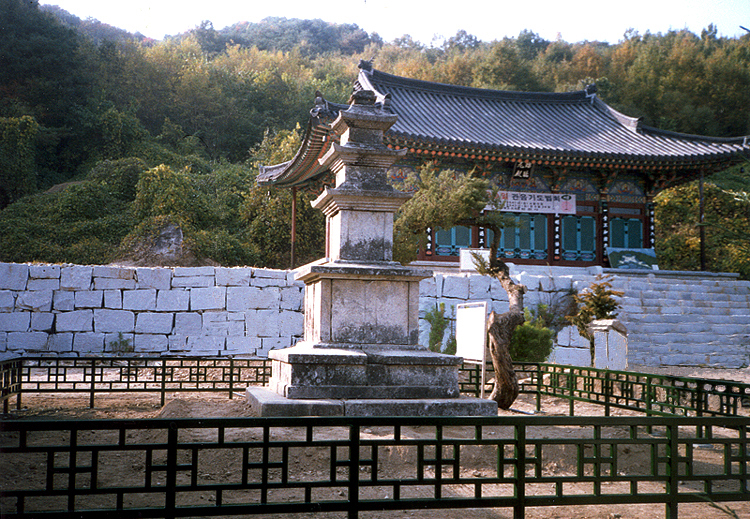
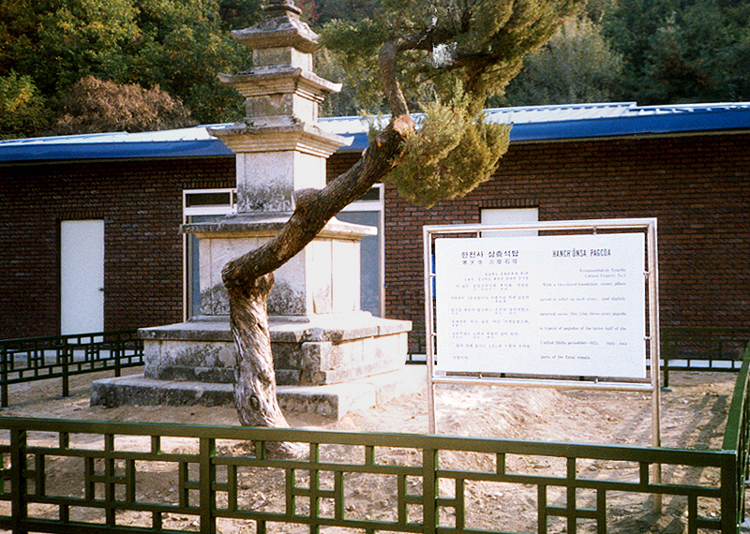

## 같이 보기
- 예천 한천사 철조비로자나불좌상 (보물 제667호)

## 참고 자료
- 한천사삼층석탑 - 국가유산청 국가유산포털